# Бут, Эмма

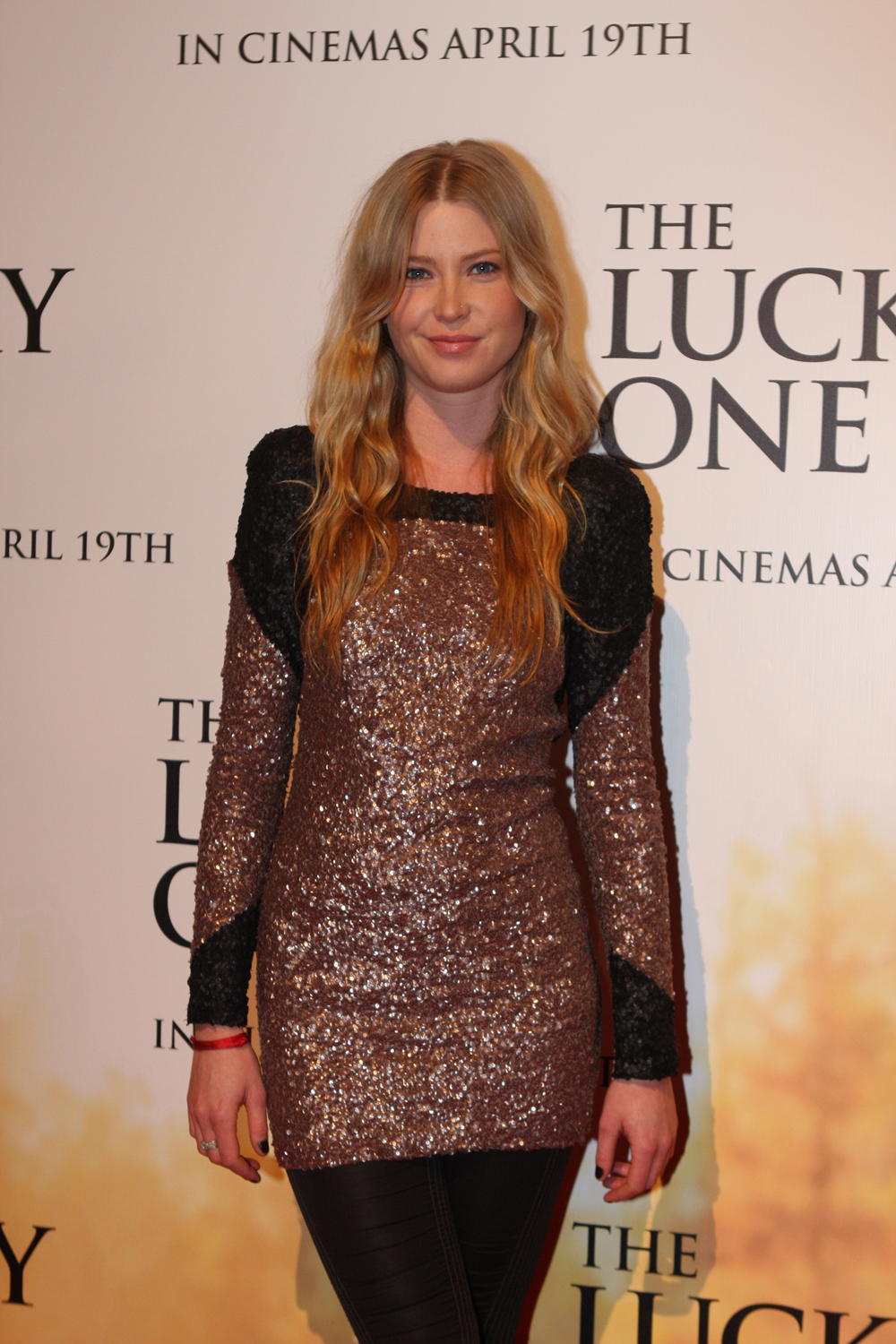
Э. Бут на мировой премьере фильма Счастливчик, 2012 год.

Эмма Бут (англ. Emma Booth, род. 1982, Denmark) — австралийская актриса и фотомодель. Бут получила премию Австралийской академии кинематографа и телевидения за роль в фильме 2007 года «Клубландия». С тех пор она снялась в фильмах «Кровавый ручей» (2009), «Мальчики возвращаются» (2009), «Хиппи Хиппи Шейк» (2010), «Отклонение» (2011) и «Паркер» (2013).

## Карьера
В четырнадцать лет Эмма Бут стала финалисткой конкурса для девочек журнала «Girlfriend». К пятнадцати годам она успела поработать моделью в Токио, Милане, Париже и Нью-Йорке.
После показа фильма «Клубландия» на Кинофестивале «Сандэнс» карьера Бут пошла в гору, и ей стали предлагать разные роли в кино.
В 2007 году она участвовала в съёмках неизданного фильма «Хиппи Хиппи Шейк». В 2009 году Эмма снялась в фильме ужасов «Кровавый ручей» в роли Лиз Фёллнер. В следующем году появилась в телесериале «Криминальная Австралия», а в 2013 году сыграла второстепенную роль в криминальном фильме «Паркер».
В начале 2013 года она получила свою первую регулярную роль на американском телевидении, в сериале «Готика» канала ABC.
В 2016 году снялась в фильме «Гончие любви». В июле 2017 года Бут присоединилась к популярному сериалу канала ABC «Однажды в сказке» в роли Ведьмы Готель.

## Личная жизнь
В марте 2015 года стало известно, что ещё в 2013 году в Лас-Вегасе она тайно вышла замуж за музыканта Доминика Джозефа Луннара.

## Фильмография
| Год       | Название                      | Оригинальное название             | Роль                 | Примечания                                                                     |
| --------- | ----------------------------- | --------------------------------- | -------------------- | ------------------------------------------------------------------------------ |
| 1996-1997 |                               | The Adventures of the Bush Patrol | Дана Драйслдейл      | 7 эпизодов                                                                     |
| 2003      |                               | The Shark Net                     | Роберта Эйнсли       | мини-сериал                                                                    |
| 2006      |                               | Alex’s Party                      | Кристи               | короткометражный фильм                                                         |
| 2006      | Мелкие тяжбы: Воссоединение   | Small Claims: The Reunion         | Энни                 | ТВ-фильм                                                                       |
| 2007      | Хиппи Хиппи Шейк              | Hippie Hippie Shake               | Жермен Грир          | неизданный фильм                                                               |
| 2007      | Клубландия                    | Clubland                          | Джилл                | Премия Австралийской киноакадемии (AACTA) за лучшую женскую роль второго плана |
| 2007      | Все святые                    | All Saints                        | Руби Спэрроу         | эпизоды: «Smoke and Mirrors», «Back on Track»                                  |
| 2007      |                               | The Circuit                       | Никола               | мини-сериал                                                                    |
| 2009      | 3 акта убийства               | 3 Acts of Murder                  | Сара Корбетт         | ТВ-фильм                                                                       |
| 2009      | Мальчики возвращаются         | The Boys Are Back                 | Лора                 |                                                                                |
| 2009      | Кровавый ручей                | Blood Creek                       | Лиз Фёллнер          |                                                                                |
| 2010      | Криминальная Австралия        | Underbelly                        | Ким Холлингсворт     |                                                                                |
| 2010      | Кровь пеликана                | Pelican Blood                     | Стиви                |                                                                                |
| 2011      | Отклонение                    | Swerve                            | Джина                |                                                                                |
| 2011      | Улица облаков                 | Cloudstreet                       | Роуз Пиклс           | мини-сериал                                                                    |
| 2012      | Джек Айриш: Безнадежные долги | Jack Irish: Bad Debts             | Изабель Айриш        | ТВ-фильм                                                                       |
| 2013      | Готика                        | Gothica                           | Мэделин Ашер         | пилот                                                                          |
| 2013      | Паркер                        | Parker                            | Клэр                 |                                                                                |
| 2013      |                               | Scene 16                          | Индиа                | короткометражный фильм                                                         |
| 2013      | Тропы                         | Tracks                            | Марг                 |                                                                                |
| 2014      |                               | Tango Underpants                  | Каролин              |                                                                                |
| 2014      | Джек Айриш: Тупик             | Jack Irish: Dead Point            | Изабель Айриш        | ТВ-фильм                                                                       |
| 2015-2017 | Сбой                          | Glitch                            | Кейт Уиллис          |                                                                                |
| 2016      | Боги Египта                   | Gods of Egypt                     | Нефтида              |                                                                                |
| 2016      | Гончие любви                  | Hounds of Love                    | Эвелин Уайт          | Премия Австралийской киноакадемии (AACTA) за лучшую женскую роль               |
| 2017      | Однажды в сказке              | Once Upon a Time                  | Злая Ведьма (Готель) | 7 сезон                                                                        |
| 2018      | Закат цивилизации             | Extinction                        | Саманта              |                                                                                |
| 2020      | Сумерки                       | The Gloaming                      | Молли МакГи          | главная роль                                                                   |